# Macropelecocera stackelbergi
Macropelecocera stackelbergi är en tvåvingeart som beskrevs av Kuznetzov 1990. Macropelecocera stackelbergi ingår i släktet Macropelecocera och familjen blomflugor. Inga underarter finns listade i Catalogue of Life.